# Hilliard (Florida)
Hilliard is een plaats (town) in de Amerikaanse staat Florida, en valt bestuurlijk gezien onder Nassau County.

## Demografie
Bij de volkstelling in 2000 werd het aantal inwoners vastgesteld op 2702.
In 2006 is het aantal inwoners door het United States Census Bureau geschat op 2957, een stijging van 255 (9,4%).

## Geografie
Volgens het United States Census Bureau beslaat de plaats een oppervlakte van
14,2 km², geheel bestaande uit land. Hilliard ligt op ongeveer 28 m boven zeeniveau.

## Plaatsen in de nabije omgeving
De onderstaande figuur toont nabijgelegen plaatsen in een straal van 40 km rond Hilliard.